# Mordellistena orizabensis
Mordellistena orizabensis es una especie de coleóptero de la familia Mordellidae.

## Distribución geográfica
Habita en México.